# Étienne Vacherot
Étienne Vacherot (Torcenay, 29 giugno 1809 – Parigi, 1897) è stato un filosofo e politico francese.
Di idee liberali, discepolo e seguace di Cousin, si dimise dall'insegnamento universitario dopo il colpo di Stato di Luigi Bonaparte.
Durante la terza Repubblica fu nominato senatore a vita e nel 1868 prese il posto di Cousin all'Accademia francese delle scienze.
Di indirizzo inizialmente eclettico, il suo pensiero si avvicinò al positivismo ed al kantismo, presentandosi come una sorta di spiritualismo che riponeva nello spirito l'unica consistenza dell'idea di Dio, cioè del perfetto, che non ha però una sua realtà sussistente, in quanto l'assoluto colto dalla ragione (che è la stessa sostanza del mondo) non è perfetto perché in continuo divenire.